# كيت بليس
كيت بليس (بالإنجليزية: Kate Bliss)‏ هي متخصصة بالأثريات ‏ بريطانية، ولدت في 1975 في هيرفوردشير في المملكة المتحدة.

## وصلات خارجية
- كيت بليس على موقع IMDb (الإنجليزية)